# A Sun That Never Sets
A Sun That Never Sets – siódmy album zespołu Neurosis, wydany w 2001 roku, podobnie jak EP-ka Sovereign. Album wyprodukowany został wspólnie przez zespół i producenta Steve'a Albiniego.
Po płycie Times of Grace, nowy materiał zespołu okazał się dla części fanów rozczarowaniem; grupie zarzucano m.in. zbytnie złagodzenie brzmienia. Zmiana brzmienia gitar nie oznaczała jednak złagodzenia muzyki Neurosis, która zyskała przestrzeń i klimat, wyczuwalne na całej płycie, a szczególnie w zamykającym krążek utworze „Stones from the Sky”.

## Spis utworów
1. „Erode”
2. „The Tide”
3. „From the Hill”
4. „A Sun That Never Sets”
5. „Falling Unknown”
6. „From Where Its Roots Run”
7. „Crawl Back In”
8. „Watchfire”
9. „Resound”
10. „Stones from the Sky”